# De vriendschapsband
De vriendschapsband is een nummer van de Belgische band X!NK uit 2003.
De leden van X!NK schreven het nummer zelf en zonden het in naar Eurosong for Kids 2003, de Belgische preselectie voor het eerste Junior Eurovisiesongfestival. In de eerste halve finale werd X!NK gedeeld tweede. In de finale op zondag 21 september 2003 moest de groep het opnemen tegen vier andere finalisten. Uiteindelijk won X!NK, waardoor de groep België mocht vertegenwoordigen op de allereerste editie van het Junior Eurovisiesongfestival, gehouden in de Deense hoofdstad Kopenhagen. Daar werden ze uiteindelijk zesde op zestien deelnemers, met 83 punten. Het bleef tot 2009 de beste Belgische prestatie op het Junior Eurovisiesongfestival.
De vriendschapsband werd in oktober 2003 op single uitgebracht. Het nummer stond achttien weken in de Ultratop 50 en bereikte daarin de vijfde plaats. In de Vlaamse Top 10 werd het een nummer 1-hit.

## Hitnotering in de VlaamseUltratop 50
| Positie: | 20 | 20 | 20 | 16 | 13 | 11 | 7 | 5 | 6 | 9 | 8 | 8 | 10 | 13 | 21 | 28 | 36 | 42 | uit |